# Fabrizio Moretti
Fabrizio Moretti (ur. 2 czerwca 1980 w Rio de Janeiro) – brazylijski perkusista w amerykańskim zespole The Strokes. Jego ojciec jest Włochem, a matka Brazylijką. Ma brata. Gdy Moretti miał 2 lata, przeprowadził się wraz z rodziną do Nowego Jorku, gdzie jako nastolatek uczęszczał do Dwight School wraz z kolegami z zespołu – Nickiem Valensi, Julianem Casablancas i Nikolaiem Fraiture. Zaczął grać na perkusji w wieku trzech lat.
W 2006 roku wraz z wokalistką Binki Shapiro i gitarzystą Rodrigo Amarante założył zespół pod nazwą Little Joy.
Od 2002 do stycznia 2007 spotykał się z amerykańską aktorką Drew Barrymore.